# Trio per a piano núm. 1 (Arenski)
Trio per a piano núm. 1 en re menor, op. 32, per a violí, violoncel i piano, és una composició de cambra romàntica del compositor rus Anton Arenski. El trio, escrit el 1894, està dedicat a la memòria del reconegut violoncel·lista rus, Karl Davídov. Probablement es va estrenar el desembre de 1894 a Moscou o Sant Petersburg amb el compositor al piano, el violí del txec Jan Hřímalý i el violoncel d'Anatoli Brandukov.

## Moviments
Consta de quatre moviments amb una durada aproximada de 32 minuts:
1. Allegro moderato
2. Scherzo: Allegro molto
3. Elegia: Adagio
4. Finale: Allegro non troppo

## Origen i context

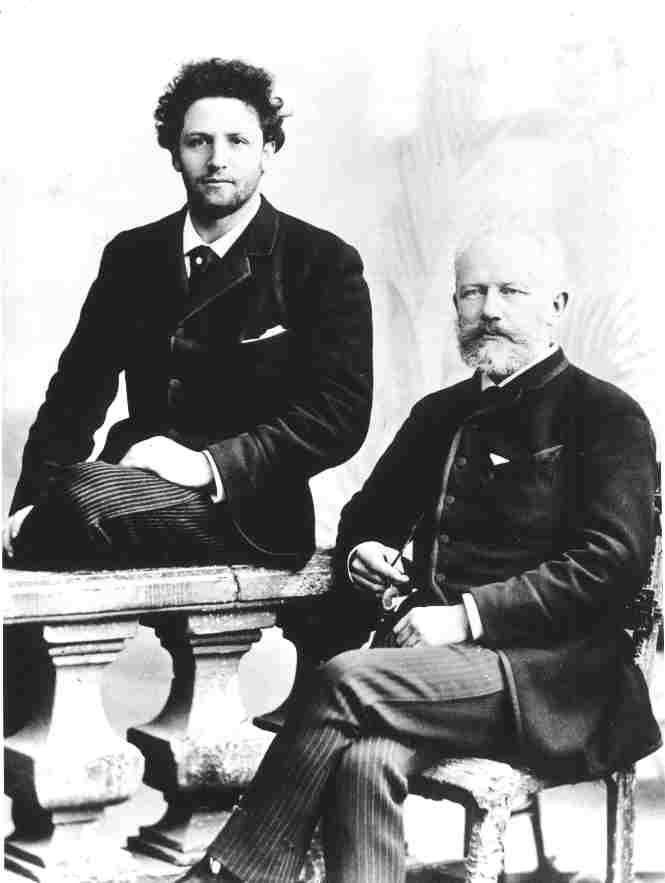
El violoncel·lista Anatoli Brandukov, que probablement va estrenar el trio, amb Txaikovski

És l'obra més àmpliament coneguda d'Arenski. Hi és evident la presència de Mendelssohn, sobretot el seu Trio per a piano en re menor. El trio mostra la seva facilitat melòdica i la seva fluida tècnica compositiva. Va ser composta en memòria del violoncel·lista Davídov -la vena elegíaca era característica d'Arenski-, i el seu propòsit commemoratiu és particularment evident en el tercer moviment. Tot i ser alumne de Rimski-Kórsakov, sembla haver rebut més influència de Txaikovski.

## Enregistraments
El compositor va fer una gravació primerenca del trio sobre cilindres de cera, amb el violinista Jan Hřímalý, el violoncel·lista Anatoli Brandukov i ell mateix al piano. Aquest enregistrament es va fer poc després de la seva composició i és gairebé segur que és el primer enregistrament, tot i que no està complet.